# Coccygidium tarsale
Coccygidium tarsale är en stekelart som först beskrevs av Szepligeti 1902.  Coccygidium tarsale ingår i släktet Coccygidium och familjen bracksteklar. Inga underarter finns listade i Catalogue of Life.